# Coenophila subcaerulea
Coenophila subcaerulea är en fjärilsart som beskrevs av Otto Staudinger 1871. Coenophila subcaerulea ingår i släktet Coenophila och familjen nattflyn. Inga underarter finns listade i Catalogue of Life.